# Chiesa di San Rocco (Mori, Italia)
La chiesa di San Rocco è una chiesa sussidiaria a Pannone, frazione di Mori, in Trentino. Fa parte della zona pastorale della Vallagarina dell'arcidiocesi di Trento e risale al XVI secolo.

## Storia

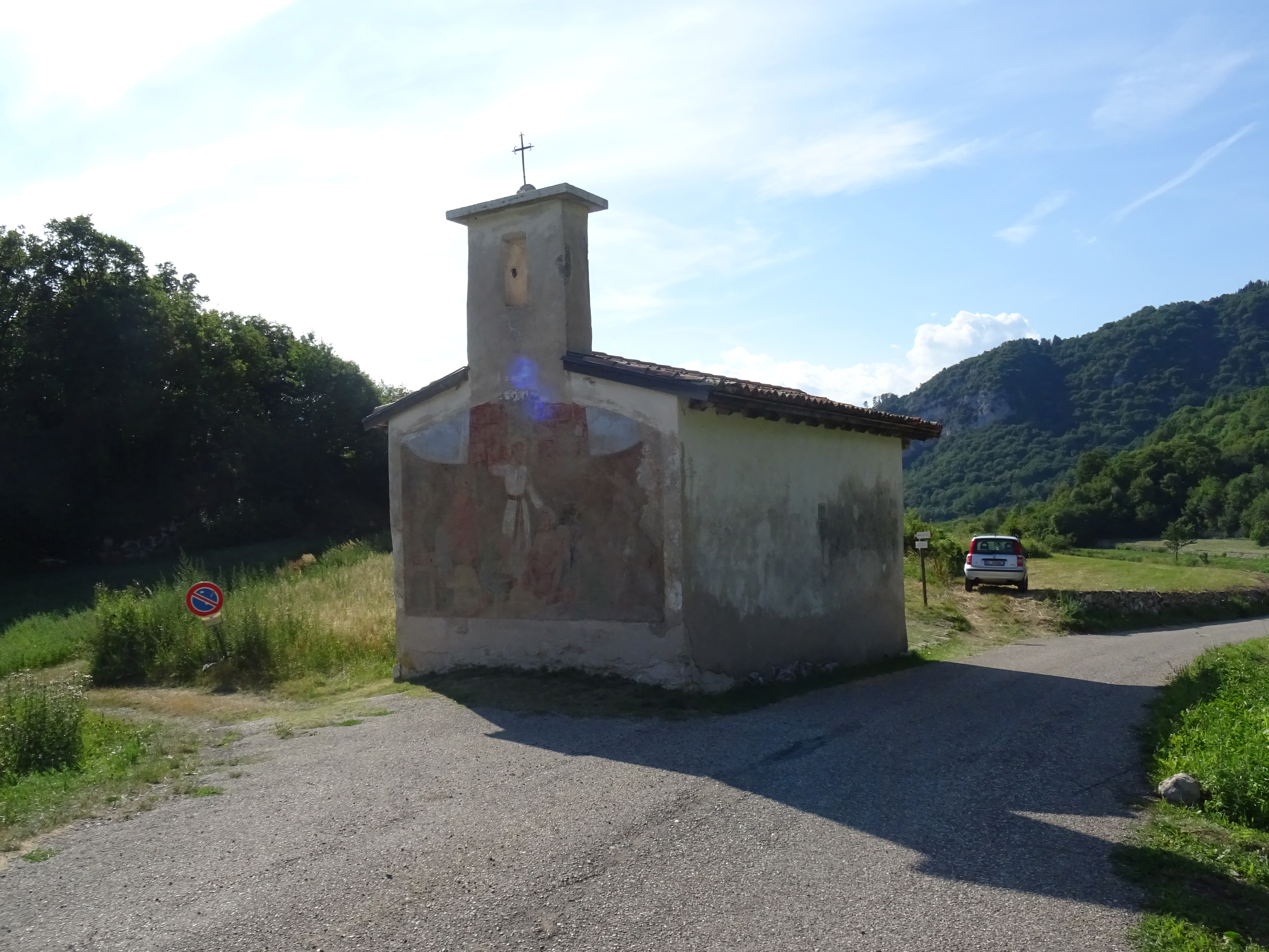
Parte absidale della chiesa di San Rocco con campanile a vela e grande affresco

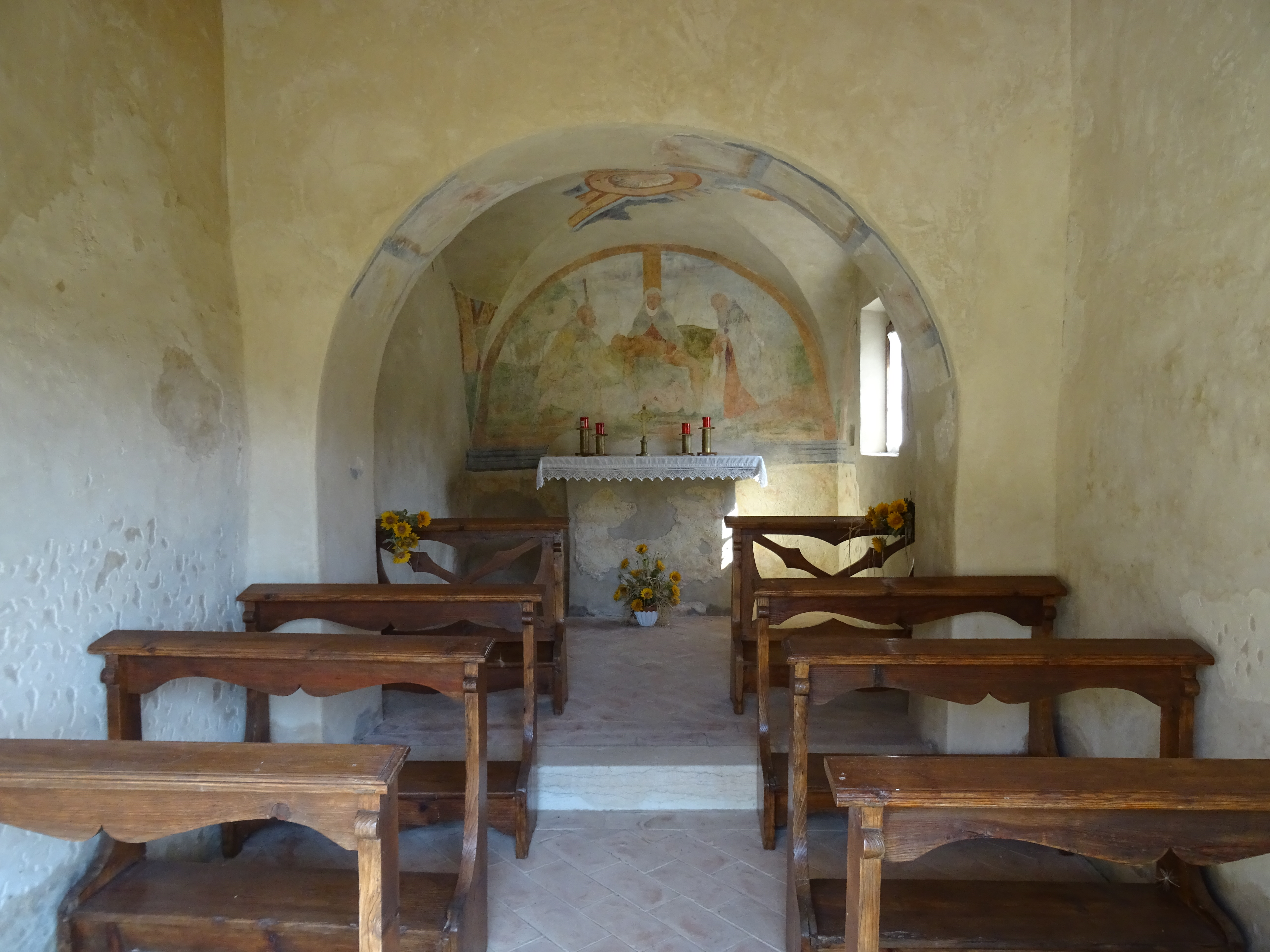
Interno

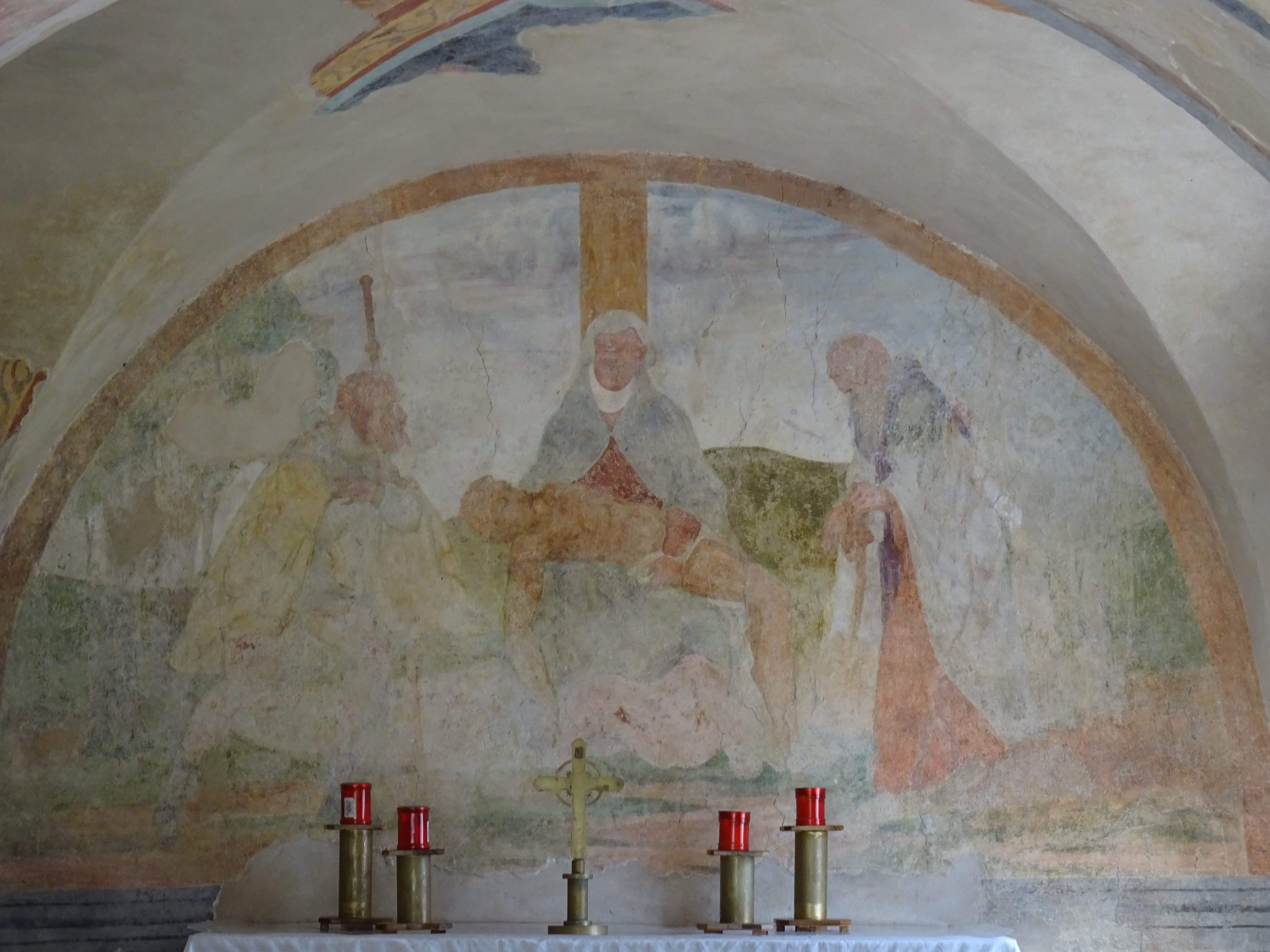
Affresco nel presbiterio

Una prima edicola sacra nella zona occidentale di Pannone, un po' distaccata dal nucleo abitato, esisteva sin dal 1535 circa. Tale piccola costruzione, con affreschi, venne in seguito inglobata nel presbiterio della chiesa. Attorno al XVIII secolo, la piccola costruzione venne ingrandita arrivando alla struttura recente. Quasi certamente nel primo periodo esisteva una sola sala con un unico altare e il tetto era completamente costruito in legno.
La prima citazione in atti ufficiali risale al 1728, e riguarda la visita pastorale nella quale si parla di un edificio benedetto intitolato a San Rocco.
Tra gli anni 1950 e 1965 venne realizzato il primo ciclo di restauri in tempi recenti, che ebbero come attenzione principale la decorazione della facciata e delle pareti esterne. La primitiva copertura in legno era già stata sostituita da una più moderna in laterizio e cemento. 
Tra il 2002 ed il 2004 la chiesa fu oggetto di nuovi interventi di restauro conservativo con attenzione particolare alla statica dell'edificio ma provvedendo anche ad un nuovo tetto in legno, al rifacimento del pavimento, alla revisione dei serramenti e ad altri aspetti del manufatto.

## Descrizione

### Esterni
Posta sulla strada che unisce Pannone a Nago, in località Castellano ad un'altezza sul mare di 835 metri il piccolo luogo di culto mostra orientamento verso sud-est. La facciata a capanna semplice con due spioventi è caratterizzata dal prolungamento della copertura del tetto e dal portale architravato. Di fianco al portale, sulla sinistra, si apre una piccola finestra bassa. La parete della parte absidale è arricchita da un grande affresco in parte deteriorato e non ben leggibile. Il piccolo campanile a vela si alza sulla parete posteriore, al centro.

### Interni
La navata interna è semplice e la copertura è in legno a vista. Attraverso l'arco santo si accede al presbiterio leggermente elevato e riccamente decorato da affreschi.